# Jan Bergstrand
Jan Bergstrand, född 1943, är en svensk ekonom.

## Utbildning
Bergstrand disputerade i management 1974 vid Handelshögskolan i Stockholm och var forskare där 1974-1976.

## Karriär
Bergstrand var revisionsdirektör vid Riksrevisionsverket 1976-1979, föreläsare vid Svenska Institutet för företagsledning 1979-1985, affärskonsult vid Reveko 1986-1989, docent vid Norges handelshögskola 1989-?, programdirektör vid Svenska institutet för förvaltning 1994-2000, affärskonsult vid TCG Cepro 2000-2002 och rådgivare i finansiell förvaltning till regeringen i Östra Kapprovinsen i Sydafrika 2002-2004. Han är adjungerad professor i management control vid Handelshögskolan i Stockholm sedan 2001.